# Camurça
A camurça (Rupicapra rupicapra) é um capríneo encontrado nos Alpes e nos Balcãs e também conhecido como Cabra-montesa. A camurça também é o produto confecionado da pele deste animal uma vez curtida, termo que se generalizou a  qualquer pele de animal curtida.

## Variantes
Este capríneo tem duas espécies :
- Rupicapra pyrenaica - que se encontra nos Pirenéus
- Rupicapra rupicapra - que se encontra nos Alpes.